# ランカウイ国際空港
ランカウイ国際空港 （ランカウイこくさいくうこう、マレー語: Lapangan Terbang Antarabangsa Langkawi, 英語: Langkawi International Airport ） は、マレーシアのケダ州ランカウイ島にある国際空港である。

## 概要
ランカウイ中心部のクアタウンから西へ約18kmに位置する。
首都クアラルンプールから約60分のフライトで到着する。
2年ごとに開催されるランカウイ海事航空展覧会 （略称：LIMA, Langkawi International Maritime and Aerospace Exhibition） の会場の一つとしても使用される。
航空会社や利用クラスに関わらず有料で利用できる空港ラウンジ（Plaza Premium Lounge）も設けられている。

## 就航航空会社と就航地
| 航空会社                     | 就航地                                                |
| ---------------------------- | ----------------------------------------------------- |
| マレーシア航空               | クアラルンプール                                      |
| エアアジア                   | クアラルンプール、ペナン、ジョホールバル シンガポール |
| バティック・エア・マレーシア | クアラルンプール、クアラルンプール/スバン             |
| MYエアライン                 | クアラルンプール                                      |
| ファイアフライ               | クアラルンプール/スバン、ペナン                       |
| スクート                     | シンガポール                                          |

2023年8月現在

## 市内へのアクセス
市街地中心部まで、車で約25分である。